# Motta de' Conti
Motta de' Conti es una localidad y comune italiana de la provincia de Vercelli, región de Piamonte, con 851 habitantes.

## Evolución demográfica
| Gráfica de evolución demográfica de Motta de' Conti entre 1861 y 2001 |
|                                                                       |
| Fuente ISTAT - elaboración gráfica de Wikipedia                       |